# Incisura da mandíbula
A incisura mandibular, também conhecida como incisura sigmoide, é um sulco no ramo da mandíbula. É o espaço entre o processo coronoide anteriormente e o processo condiloide posteriormente.

## Significado clínico
A incisura mandibular pode ser palpada para localizar o ducto parotídeo, a artéria facial, a veia facial, e o músculo pterigóideo medial.

## Outros animais
A incisura mandibular pode ser encontrada em outros mamíferos, como cães e gatos. Pode haver variação significativa em sua forma, mesmo dentro da mesma espécie. Evidências arqueológicas mostram que o entalhe mandibular é diferente em outros hominídeos, como os neandertais, e pode ser assimétrico.

## Imagens adicionais
- Posição da incisura mandibular no crânio, mostrada em vermelho
- Posição da incisura mandibular na mandíbula, mostrada em vermelho.
- Superfície externa da mandíbula. O entalhe mandibular é rotulado no canto superior direito